# جودة عبد الخالق
جودة عبد الخالق السيد محمد، مفكر اقتصادي مصري، ووزير التضامن و العدالة الاجتماعية الأسبق، وعضو المكتب السياسي بـحزب التجمع. دكتوراه الفلسفة في الاقتصاد من جامعة مكماستر بكندا. من مواليد قرية ميت العز التابعة لمركز ميت غمر بالدقهلية، ومتزوج من الدكتورة كريمة كريم أستاذ الاقتصاد بجامعة الأزهر.
هو استاذ دكتور في كلية الاقتصاد والعلوم السياسية وله عديد من الابحاث الدولية والكتب والمراجع

## التدرج الوظيفي
- عمل أستاذًا زائرًا في جامعة مكماستر بكندا.
- عمل أستاذًا زائرًا في الجامعة الأمريكية بالقاهرة.
- عمل أستاذًا زائرًا بالجامعة التونسية بتونس.
- عمل أستاذًا زائرًا في جامعات جونز هوبكنز وكاليفورنيا لوس أنجلوس وجنوب كاليفورنيا ورتجرز وإلينوى-إيربانا شامبين بالولايات المتحدة.
- عمل أستاذ الاقتصاد بكلية الاقتصاد والعلوم السياسية، جامعة القاهرة
- عمل وزيرا للتضامن و العدالة الاجتماعية الأسبق بعد ثورة 25 يناير

## الهيئات التي ينتمى إليها
- السكرتير الفنى للجمعية المصرية للاقتصاد السياسى والإحصاء والتشريع وتنظيم المؤتمر السنوي للاقتصاديين المصريين، ثم عضويته لمجلس إدارة الجمعية ورئاسته للجنة الموسم الثقافى بها لعدة سنوات.
- عضو الجمعية الاقتصادية الأمريكية
- عضو الجمعية العربية للبحوث الاقتصادية
- عضو الهيئة الاستشارية بأكاديمية البحث العلمي والتكنولوجيا.
- عضو لجنة جوائز الدولة التشجيعية للاقتصاد الدولي بالمجلس الأعلى للثقافة.
- عضو اللجنة الاستشارية لبحوث المجلس الدولي للسكان.
- عضو بالمجلس القومى للإنتاج والشئون الاقتصادية.
- رئيس لجنة الاقتصاد بالمجلس الأعلى للثقافة.
- حزب التجمع الوطنى التقدمى الوحدوى

## المؤلفات العلمية
له العديد من الكتب والبحوث في مجال الاقتصاد، منها:
- الصناعة والتصنيع في مصر، القاهرة، عام 2005.
- إستراتيجية التنمية طويلة الأجل للكويت، عام 1981.
- الانفتاح: الجذور- الحصاد - المستقبل، القاهرة، عام 1982.
- القياس الاقتصادي: المبادئ وأهم المشكلات، القاهرة، عام 1983.
- الانعكاسات الاقتصادية للغزو العراقي للكويت من المنظور الإستراتيجي، القاهرة، عام 1991.
- الإصلاح الاقتصادي وآثاره التوزيعية، القاهرة، عام 1994.
- الدين العام الداخلي في مصر: حجمه وهيكله ونتائجه، القاهرة، عام 1999.
- التثبيت والتكيف الهيكلي في مصر وإنجلترا، عام 2001.
- كما تولى الإشراف على العديد من الرسائل العلمية لدرجتى الماجستير والدكتوراه بالجامعات المصرية، ودرجة الزمالة بأكاديمية ناصر العسكرية العليا.

## الجوائز والأوسمة
- جائزة الدولة للتفوق في العلوم الاجتماعية، عام 2005.
- جائزة النيل في العلوم الاجتماعية، عام 2020.[1]